# (528381) 2008 ST291
(528381) 2008 ST291 est un objet transneptunien, en résonance 1:6 avec Neptune qui mesurerait environ 520 km de diamètre. Sa magnitude absolue de 4,4 fait qu'il pourrait s'agir d'une planète naine.
Son aphélie est de 157,47 UA et son périhélie de 42,31 UA. Il tourne autour du soleil en 998 ans. Il fait donc partie des rares objets — tels (90377) Sedna et (303775) 2005 QU182 — possédant une période de révolution avoisinant les mille ans. Son albédo est estimé à 0,09.
L'objet compte parmi les objets connus ayant l'un des aphélies les plus élevés.

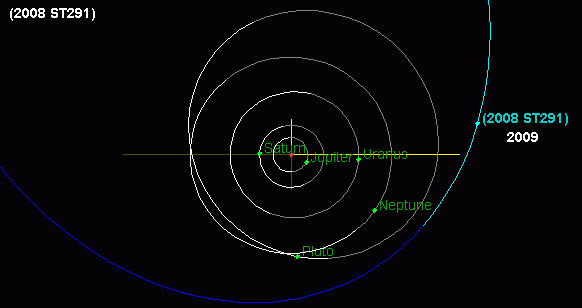
2008 ST_{291} met près de mille ans pour accomplir son orbite autour du Soleil. Parmi les planètes naines potentielles, seuls Sedna et ont des orbites encore plus longues.